# Liste der Mitglieder der Deutschen Akademie der Naturforscher Leopoldina/1720
Die Liste der Mitglieder der Deutschen Akademie der Naturforscher Leopoldina für 1720 enthält alle Personen, die im Jahr 1720 zum Mitglied ernannt wurden. Insgesamt gab es sieben gewählte Mitglieder.

## Mitglieder
| Nr. | Name                      | Beiname        | Geboren       | Aufnahme | Gestorben     | Bild | Datenbank |
| --- | ------------------------- | -------------- | ------------- | -------- | ------------- | ---- | --------- |
| 344 | Tobias Ferdinand Pauli    | Alcimion       | 1688          | 14. Feb. | 1750          |      | 5953      |
| 345 | Benedict Gullmann         | Alcinous       | 3. Apr. 1673  | 21. Mrz. | 17. Dez. 1745 |      | 3566      |
| 346 | Johann Salzmann           | Heraclides II. | 29. Juni 1679 | 6. Mai   | 4. Feb. 1738  |      | 6338      |
| 347 | Johann Christoph Volkamer | Florentius     | 7. Juni 1644  | 16. Mrz. | 26. Aug. 1720 |      | 7094      |
| 348 | Nicolo Pio de Garelli     | Calligenes     |               | 1. Aug.  | 21. Juli 1739 |      | 2881      |
| 349 | Johann Jakob Treiling     | Chaereas I.    |               | 12. Okt. | 1758          |      | 6959      |
| 350 | Andreas Pizler            | Nicostratus    | 9. Aug. 1686  | 5. Nov.  |               |      | 6034      |